# NGC 5374
NGC 5374 este o radiogalaxie situată în constelația Fecioara. A fost descoperită în 12 mai 1793 de către William Herschel. Se află la o distanță de 68,9 de megaparseci de Pământ.